# Afer Dreyfus
L'Afer Dreyfus o Cas Dreyfus fou un escàndol polític que va dividir França durant els darrers anys del segle xix.

## Història
El 1894 el Servei d'Intel·ligència francès descobrí a la paperera de l'agregat militar de l'ambaixada alemanya una carta sense signatura que anunciava l'enviament de documents secrets. La investigació arribà a la conclusió que el capità Alfred Dreyfus, destinat a l'Estat Major i d'origen jueu, n'era l'autor, sense més indici probatori que una lleu semblança cal·ligràfica.
Dreyfus fou arrestat el 15 d'octubre, en un ambient d'exaltat antisemitisme, i empresonat a la presó de Cherche-Midi. Sotmès a consell de guerra, el 22 de desembre fou condemnat per traïció, expulsat de l'exèrcit el 5 de gener de 1895 i deportat de per vida al presidi de l'Illa del Diable (Guaiana).
En el judici, en Dreyfus mai no havia reconegut les acusacions i el procediment judicial havia mostrat greus irregularitats, com ara que Dreyfus hagués estat condemnat per un informe del Servei d'Intel·ligència que mai no havia estat comunicat a la defensa, a més de contradiccions flagrants i manipulacions als nivells més alts, per la qual cosa la família va seguir intentant provar-ne la innocència. Aquestes denúncies d'irregularitats foren desqualificades, especialment per l'extrema dreta francesa, com a maniobres del grup de pressió jueu, deslleial amb França i que volia desacreditar l'Exèrcit i les més altes institucions de la nació.
El 1895 es produí un canvi de prefectura al Servei d'Intel·ligència militar. El nou responsable descobrí que el veritable culpable era el major Ferdinand Walsin Esterhazy i que Dreyfus havia estat víctima de l'antisemitisme de l'anterior cap d'Intel·ligència. Tanmateix, Esterhazy fou declarat innocent el 1898 a causa de la protecció dels militars reaccionaris. Això va fer que el país es dividís radicalment entre els partidaris de revisar el cas -dreyfusards- i els de tancar-lo. En el grup dels «dreyfusards» es trobaven les esquerres, de conviccions democràtiques i republicanes, defensors de l'estat de dret i dels drets de l'home. En el bàndol oposat, la dreta, nacionalista, antisemita i de tendències autoritàries; d'aquests mitjans «anti-dreyfusards» va sorgir el nacionalisme integrista de Charles Maurras, que el mateix 1898 va fundar el moviment d'ultradreta Action Française.

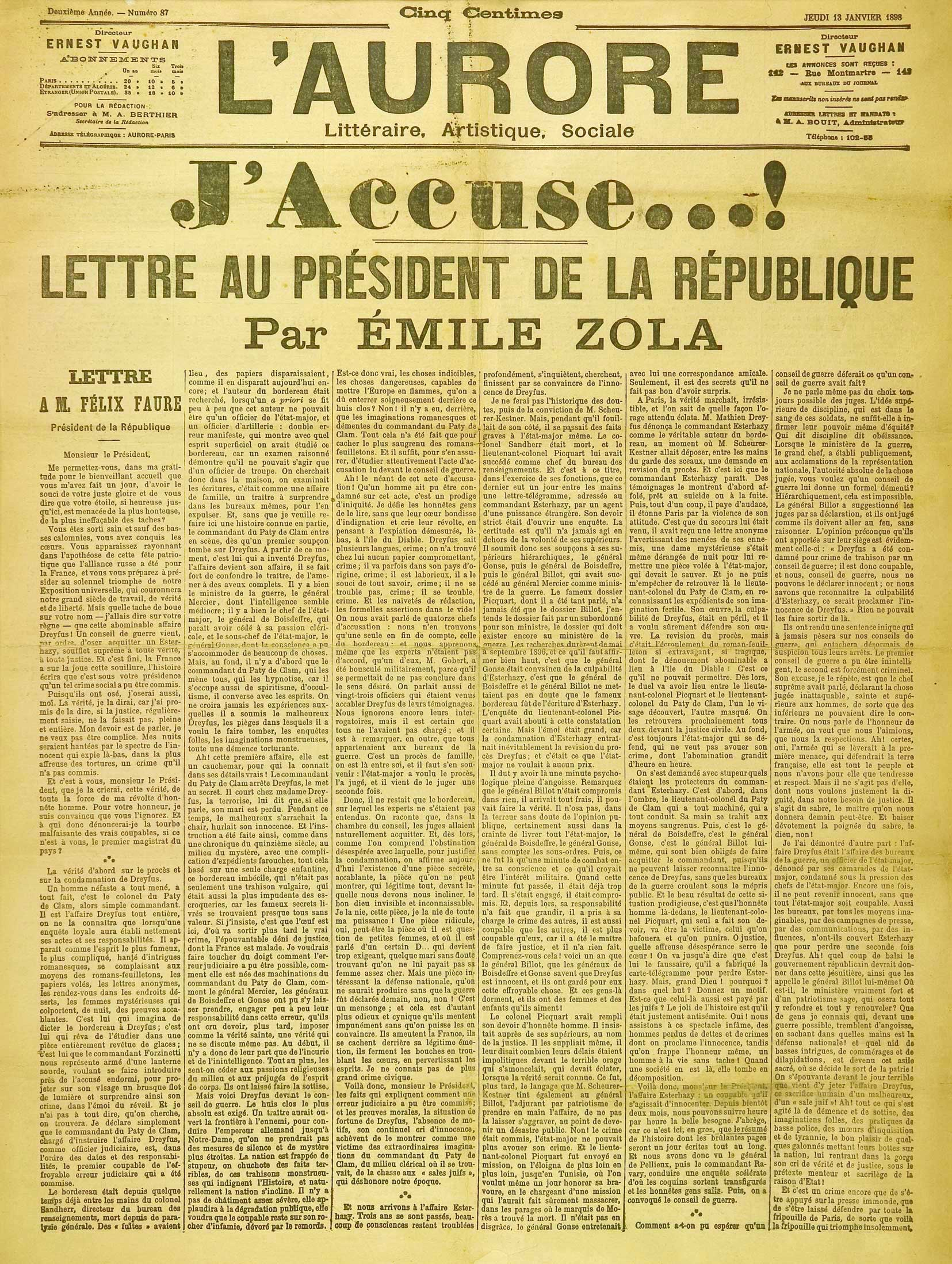
Portada de la carta de Zola a L'Aurore

L'escriptor Émile Zola, l'escriptor Octave Mirbeau, el líder socialista Jean Jaurès i el radical Georges Clemenceau van encapçalar la causa dels dreyfusards a partir de la publicació el 13 de gener de 1898 al diari L'Aurore d'una carta oberta de Zola al president de la República, Félix Faure, titulada J'accuse («Jo acuso»), en la qual reptava al tribunal que havia jutjat el major Esterhazy d'haver-lo exonerat sabent que era culpable, i aquest escrit tingué l'efecte d'una bomba. Aquell mateix any el tinent coronel Henry, un dels oficials que havien participat en la manipulació de les proves, va confessar i després se suïcidà, i el cas va ser reobert.
Dreyfus va ser repatriat i sotmès a un segon consell de guerra, celebrat a Rennes el 30 de juny de 1899, al qual novament fou declarat culpable, tot i que la sentència atenuava la pena a deu anys de presó. El president de la república francesa, Émile Loubet, l'indultà el 19 de setembre, però el gest no reconeixia la innocència de l'acusat (oimés, la confirmava, perquè l'indult treu la pena sense negar la culpabilitat). Dreyfus continuà lluitant perquè se li reconegués la innocència, cosa que va aconseguir finalment el 12 de juliol de 1906, quan el Tribunal de Cassació anul·là definitivament el judici. El 13 de juliol fou reintegrat a la carrera militar només amb el grau de comandant, perquè l'exèrcit no li volgué computar el temps transcorregut en una condemna injusta. Una setmana més tard, el 21 de juliol, rebia la distinció de Cavaller de la Legió d'Honor en el mateix pati de l'Escola militar on havia estat degradat, de manera despietada, el 5 de gener del 1895.
Retirat a sol·licitud pròpia el 1907, Dreyfus va ser cridat de nou a l'exèrcit el 1914 en esclatar la Primera Guerra Mundial. Combaté en la batalla del Chemin des Dames i en la batalla de Verdun. El setembre del 1918 és promogut a tinent coronel en la reserva i el juliol del 1919 rep el grau d'oficial de la Legió d'Honor. Morí el 1935.
El 1930, l'antic agregat militar alemany a l'ambaixada parisenca, el coronel Schwartzkoppen, reivindicà finalment Dreyfus en confirmar que el real traïdor havia sigut el major Esterhazy.

## Conseqüències
El xoc causat pel cas Dreyfuss fou una de les causes del naixement del sionisme.